# Wahmbeck (Lemgo)
Wahmbeck ist ein Ortsteil der Stadt Lemgo im Kreis Lippe in Nordrhein-Westfalen.

## Geschichte

### Ortsname
Wahmbeck wurde 1403 als Wanbecke erstmals schriftlich erwähnt.
Folgende Schreibweisen sind im Laufe der Jahrhunderte ebenfalls belegt: Wanbeke (1447), Wanbeke (um 1450), Wameke (1467, im Landschatzregister), Wamcke (1488, im Landschatzregister), Wamecke (1526), Warmeke (1545 und 1562), Wambeck (1618, im Landschatzregister), Wameke (1620, in den Salbüchern), Wambecke (1668, im Lemgoer Bürgerbuch), Waembke (1708), Wahmcke (um 1758) sowie Wanbeck (1806).

### 20. Jahrhundert
Die Gemeinde Wahmbeck entstand am 1. Februar 1922 durch Ausgliederung aus der Gemeinde Wiembeck. Sie wurde nach dem Lemgo-Gesetz am 1. Januar 1969 der Stadt Lemgo im gleichnamigen Kreis Lemgo zugeordnet. Durch das Bielefeld-Gesetz wurde am 1. Januar 1973 der Kreis Lemgo aufgelöst, der dann mit dem Kreis Detmold den Kreis Lippe bildete.

### Einwohnerentwicklung
| Jahr      | 1860 | 1939 | 1962 | 2006 |
| Einwohner | 389  | 415  | 725  | 887  |
| --------- | ---- | ---- | ---- | ---- |

## Öffentliche Einrichtungen

### Bildung
Die Stadt Lemgo unterhält in Wahmbeck einen Kindergarten.

### Feuerwehr
1869 erhielt Wahmbeck zusammen mit Wiembeck und Loßbruch eine eigene Feuerspritze von der lippischen Regierung. Von 1910 bis 1952 wurde eine von Pferden gezogene Spritze verwendet. Danach wurden motorisierte Einsatzfahrzeuge angeschafft. 2003 bis 2004 wurde das Feuerwehrhaus erweitert. Heute gehört die Löschgruppe Wahmbeck zur  Freiwilligen Feuerwehr Lemgo.